# Zelleria sigillata
Zelleria sigillata là một loài bướm đêm thuộc họ Yponomeutidae. Nó được tìm thấy ở Úc.